# Ķesterciems
Ķesterciems är en ort i Lettland.   Den ligger i kommunen Engures Novads, i den västra delen av landet, 60 km väster om huvudstaden Riga. Ķesterciems ligger 5 meter över havet och antalet invånare är 220.
Terrängen runt Ķesterciems är platt. Havet är nära Ķesterciems österut. Runt Ķesterciems är det glesbefolkat, med 16 invånare per kvadratkilometer. Närmaste större samhälle är Tukums, 16,9 km söder om Ķesterciems. I omgivningarna runt Ķesterciems växer i huvudsak blandskog.